# Barby (Duitsland)
Barby is een gemeente in de Duitse deelstaat Saksen-Anhalt, gelegen in de Landkreis Salzlandkreis. De plaats telt 8.226 inwoners en grenst aan de oostkant aan de linkeroever van de Elbe. Ruim een kilometer ten zuiden van de stad mondt de Saale uit in de Elbe.

## Verkeer
Over de Elbe vaart, iets bovenstrooms van de stad, een gierpont die geschikt is voor personenauto's en lichte vrachtwagens. Al sinds de 16e eeuw wordt hier een regelmatige veerverbinding onderhouden. De Landesstraße L 51 loopt door de stad en verbindt die met Maagdenburg en Schönebeck in het noordwesten en via de veerpont met Bundesstraße 184 en met de plaatsen Güterglück en Schönhagen en Zerbst die oostelijk van de stad liggen.
Binnen de gemeentegrenzen ligt het treinstation Sachsendorf (bei Calbe), aan het traject Maagdenburg–Leipzig. De Elbebrug van deze lijn ligt aan de noordrand van de stad.

## Indeling gemeente
De stad bestaat uit de stadsdelen Kolphus, Monplaisir, Weinbergsiedlung en Zeitz en de volgende Ortschaften die recent bij Barby ingedeeld werden:
- Sinds 1 januari 2010:
  - Breitenhagen met Ortsteil Alt Tochheim
  - Glinde
  - Groß Rosenburg met Ortsteil Klein Rosenburg
  - Lödderitz met Ortsteil Rajoch
  - Pömmelte met Ortsteilen Neue Siedlung en Zackmünde
  - Sachsendorf met Ortsteil Patzetz
  - Tornitz met Ortsteil Werkleitz
  - Wespen
  - Zuchau met Ortsteil Colno
- Sinds 1 september 2010
  - Gnadau.

## Historie

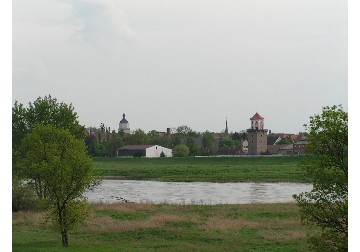
Blik op Barby

Alsleben (Saale) ·
Aschersleben ·
Barby ·
Bernburg (Saale) ·
Bördeaue ·
Börde-Hakel ·
Bördeland ·
Borne ·
Calbe (Saale) ·
Egeln ·
Giersleben ·
Güsten ·
Hecklingen ·
Ilberstedt ·
Könnern ·
Nienburg (Saale) ·
Plötzkau ·
Schönebeck ·
Seeland ·
Staßfurt ·
Wolmirsleben